# منطقة التجارة الحرة

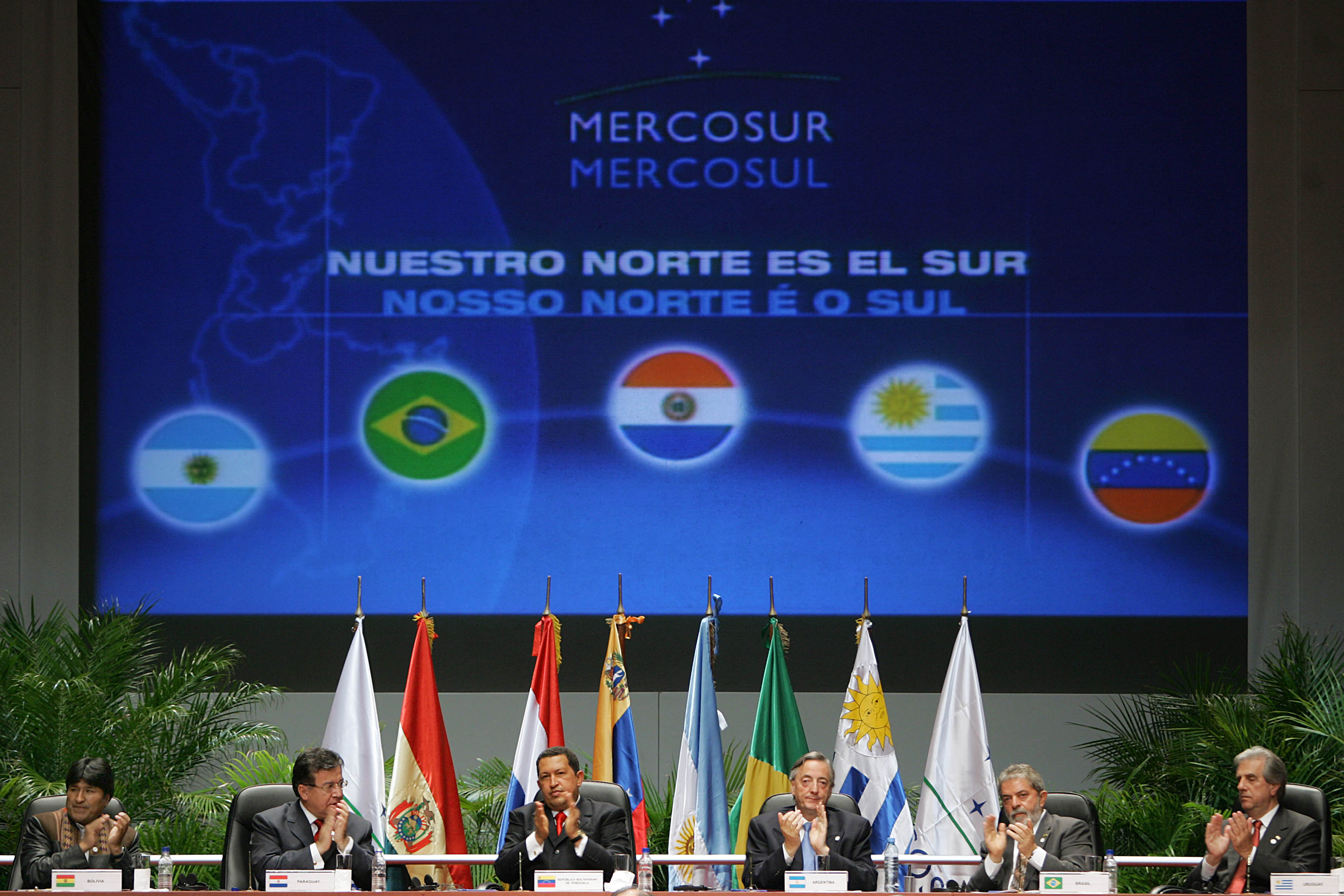
السوق المشتركة لمنطقة تجارة حرة بين بلدان المخروط الجنوبي.

منطقة التجارة الحرة هي المنطقة التي تضم كتلة تجارية يكون أعضاؤها من الدول قد وقعوا على اتفاقية تجارة حرة. تتضمن هذه الاتفاقيات التعاون بين دولتين على الأقل لتقليل الحواجز التجارية، وحصص الاستيراد، والرسوم الجمركية، ولزيادة تجارة السلع والخدمات فيما بينها. في حال كان للأفراد العاديين حرية التنقل بين الدول، بالإضافة إلى اتفاقية التجارة الحرة، تعتبر الحدود مفتوحة حينها. يمكن اعتبارها المرحلة الثانية من التكامل الاقتصادي.
الاتحادات الجمركية نوع خاص من مناطق التجارة الحرة. لدى جميع هذه المناطق ترتيبات داخلية تبرمها الأطراف لتحرير التجارة وتسهيلها فيما بينهم. الفرق الجوهري بين الاتحادات الجمركية ومناطق التجارة الحرة هو مقاربتهم تجاه الأطراف الثالثة. بينما يتطلب الاتحاد الجمركي من جميع الأطراف إقامة تعريفات جمركية خارجية موحدة بالنسبة للتجارة مع الأطراف غير المشاركة والالتزام بها، لا يخضع الأطراف في منطقة التجارة الحرة لهذا المطلب. بدلًا من ذلك، يمكنهم إنشاء أي نظام تعريفي يُطبق على الواردات من الأطراف غير المشاركة حسب الضرورة واتباعه. في منطقة التجارة الحرة بدون تعريفات خارجية موحدة، تعتمد الأطراف نظام قواعد المنشأ التفضيلية لإبعاد خطر انحراف التجارة.
قصدت الاتفاقية العامة للتعريفة الجمركية والتجارة (جات 1994) «منطقة التجارة الحرة» في الأصل ليشمل التجارة في السلع فقط. يُسمى الاتفاق الذي يحمل غرضًا مماثلًا، أي لتعزيز تحرير التجارة في الخدمات، بموجب المادة الخامسة من الاتفاق العام حول التجارة في الخدمات (جاتس) «اتفاق الاندماج الاقتصادي». عمليًا، يستخدم المصطلح الآن على نطاق واسع للإشارة إلى الاتفاقيات التي تغطي ليس فقط السلع بل أيضًا الخدمات وحتى الاستثمارات.

## الأوجه القانونية لمناطق التجارة الحرة
يُعتبر تشكيل مناطق التجارة الحرة استثناءً لمبدأ الدولة الأولى بالرعاية حسب منظمة التجارة العالمية، لأن التفضيلات التي تمنحها الأطراف في منطقة التجارة الحرة لبعضها البعض حصريًا تتجاوز التزاماتها عند الانضمام. رغم سماح المادة الرابعة والعشرين من الاتفاقية العامة للتعريفة الجمركية والتجارة لأعضاء منظمة التجارة العالمية بإنشاء مناطق تجارة حرة أو تبني اتفاقيات مؤقتة ضرورية لإقامتها، هناك عدة شروط تتعلق بمناطق التجارة الحرة، أو الاتفاقيات المؤقتة التي تؤدي إلى تشكيل مناطق التجارة الحرة.
أولًا، يجب ألا تكون الرسوم الجمركية وغيرها من الأنظمة المطبقة في كل من الأطراف الموقعة على منطقة التجارة الحرة، والتي تنطبق في الوقت الذي تشكل فيه منطقة التجارة الحرة، أعلى أو أكثر تقييدًا من الرسوم الجمركية والأنظمة الأخرى الموجودة بين نفس الأطراف الموقعة قبل تشكيل منطقة التجارة الحرة. بمعنى آخر، إنشاء منطقة التجارة الحرة لمنح معاملة تفضيلية بين أعضائها مشروع بموجب قانون منظمة التجارة العالمية، لكن لا يُسمح للأطراف في منطقة التجارة الحرة بمعاملة الأطراف غير المشاركة بمحاباة أقل من قبل تأسيس المنطقة. الشرط الثاني الذي تنص عليه المادة الرابعة والعشرون هو أنه يجب إلغاء الرسوم الجمركية وغيرها من العوائق أمام التجارة داخل منطقة التجارة الحرة.
عادة ما تقع اتفاقيات التجارة الحرة التي تشكل مناطق التجارة الحرة خارج نطاق نظام التجارة متعدد الأطراف. يجب على أعضاء منظمة التجارة العالمية إخطار الأمانة العامة عند اختتامهم اتفاقيات تجارة حرة جديدة، ومن حيث المبدأ، تخضع نصوص اتفاقيات التجارة الحرة للمراجعة تحت لجنة اتفاقيات التجارة الإقليمية. رغم أن النزاعات التي تنشأ داخل مناطق التجارة الحرة لا تخضع للتقاضي في هيئة تسوية المنازعات التابعة لمنظمة التجارة العالمية، «لا يوجد ضمان بأن الهيئات التابعة لمنظمة التجارة العالمية ستراعيها وتمتنع عن ممارسة النفوذ القضائي في حالة معينة».

## الأوجه الاقتصادية لمناطق التجارة الحرة
تحول المبادلات التجارية واستحداث التجارة
بصورة عامة، يعني تحول المبادلات التجارية (أو تحويل التجارة) أن منطقة التجارة الحرة ستحول التجارة بعيدًا عن الموردين الأكثر كفاءة خارج المنطقة نحو آخرين أقل كفاءة داخل المناطق. بينما يعني استحداث التجارة أن منطقة التجارة الحرة تخلق تجارة قد لا تكون موجودة خلاف ذلك. في جميع الحالات، سيؤدي استحداث التجارة إلى رفع الرفاهية الوطنية للبلاد.
تحول المبادلات التجارية واستحداث التجارة هما تأثيران حاسمان ينشآن عند تأسيس منطقة التجارة الحرة. يؤدي استحداث التجارة إلى تحويل الاستهلاك من منتج بتكلفة عالية إلى آخر بتكلفة منخفضة، وبالتالي توسيع التجارة. في المقابل، يؤدي تحويل التجارة إلى تحويل التجارة من منتج بتكلفة أقل خارج المنطقة إلى منتج بتكلفة أعلى داخل المنطقة. مثل هذا التحول لن يفيد المستهلكين داخل منطقة التجارة الحرة، حيث يُحرمون من فرصة شراء سلع مستوردة أرخص. مع ذلك، يجد الاقتصاديون أن تحويل التجارة لا يضر دائمًا بالرفاهية الوطنية الإجمالية: بل يمكن أن يحسن الرفاهية الوطنية الإجمالية إذا كان حجم التجارة المحولة صغيرًا.
مناطق التجارة الحرة كسلع عامة
حاول الاقتصاديون تقييم الدرجة التي يمكن فيها اعتبار مناطق التجارة الحرة سلعًا عامة. يعالجون أولًا عنصرًا رئيسيًا في مناطق التجارة الحرة، وهو نظام مجالس الحكم المدمجة التي تعمل حكمًا في النزاعات التجارية الدولية. هذا النظام بوصفه فاعلًا في توضيح القوانين القائمة والسياسات الاقتصادية الدولية يؤكد دوره ضمن معاهدات التجارة.
الطريقة الثانية التي تُعتبر فيها مناطق التجارة الحرة سلعًا عامة مرتبطة بالاتجاه المتطور لأن تصبح «أعمق». يشير عمق منطقة التجارة الحرة إلى أنواع السياسات الهيكلية الإضافية التي تغطيها. بينما تُعتبر الصفقات التجارية القديمة «أقل عمقًا» لتغطيتها مناطق أقل (مثل الرسوم الجمركية والحصص)، تتناول الاتفاقيات المبرمة مؤخرًا عددًا من المجالات الأخرى، من الخدمات إلى التجارة الإلكترونية وتوطين البيانات. نظرًا لأن المعاملات بين الأطراف في منطقة التجارة الحرة أرخص نسبيًا مقارنةً بتلك التي مع الأطراف غير المشاركة، فإن مناطق التجارة الحرة تُعتبر عادة قابلة للإقصاء. الآن، مع تعزيز الصفقات التجارية العميقة التنسيق التنظيمي وزيادتها تدفقات التجارة مع الأطراف غير المشاركة، وتقليلها بالتالي من إمكانية إقصاء فوائد اتفاقيات التجارة الحرة، فإن مناطق التجارة الحرة الجديدة تكتسب خصائص أساسية للسلع العامة.

## التأهل للحصول على التفضيلات تحت منطقة التجارة الحرة
على عكس الاتحاد الجمركي، لا تحافظ الأطراف في منطقة التجارة الحرة على تعريفات خارجية مشتركة، مما يعني تطبيقها رسومًا جمركية مختلفة، فضلًا عن سياسات أخرى تجاه الأعضاء غير المنتمين. تخلق هذه الميزة إمكانية استفادة الأطراف غير المشاركة من التفضيلات تحت منطقة التجارة الحرة عن طريق اختراق السوق بأقل التعريفات الخارجية. تستلزم هذه المجازفة إدخال قواعد لتحديد البضائع المنشأة المؤهلة للتفضيلات تحت منطقة التجارة الحرة، وهي حاجة لا تنشأ عند تأسيس الاتحاد الجمركي. أساسًا، هناك متطلب لدرجة معينة من العمليات التي تؤدي إلى «التحويل الجوهري» للبضائع حتى يمكن اعتبارها منشأة. من خلال تحديد البضائع المنشأة في الاتفاقية التفضيلية للتجارة، تميز قواعد المنشأ التفضيلية بين البضائع المنشأة وغير المنشأة: الأولى ستكون مؤهلة للتعريفات التفضيلية المجدولة بواسطة منطقة التجارة الحرة، بينما يجب على الأخيرة دفع رسوم الاستيراد وفقًا لمبدأ الدولة الأكثر تفضيلًا.
يُلاحظ أنه في التأهل لمعايير المنشأ، هناك معاملة تفاضلية بين المدخلات المنشأة داخل منطقة التجارة الحرة وخارجها. عادةً ما تُعتبر المدخلات المنشأة في طرف من أطراف اتفاقية التجارة الحرة كأنها منشأة في الطرف الآخر إذا تم دمجها في عملية التصنيع في ذلك الطرف الآخر. أحيانًا، يُعتبر أيضًا أن التكاليف الإنتاجية الناشئة في طرف ما كأنها ناشئة في طرف آخر. في قواعد المنشأ التفضيلية، يتم عادةً توفير مثل هذه المعاملة التفاضلية في بند التراكم أو الاستيعاب. توضح هذه البنود أكثر آثار استحداث التجارة وتحويل التجارة لمنطقة التجارة الحرة المذكورة أعلاه، لأنه يكون لدى طرف في منطقة التجارة الحرة حافز لاستخدام المدخلات المنشأة في طرف آخر بحيث يمكن لمنتجاتهم التأهل للحصول على وضع المنشأ.

## اقرأ أيضًا
- عولمة
- اقتصاد دولي
- التكامل أو الاندماج الاقتصادي
- تجارة دولية
- اتحاد جمركي
- الاتحاد العربي للمخلصين الجمركيين